# Сухой лист
Сухо́й лист (порт. folha seca, исп. gol olímpico) — в футболе так называют задание мячу вращения вокруг наклонной оси. В России под «сухим листом» чаще всего понимают гол, забитый прямым ударом внешней или внутренней стороной стопы с углового. В широком смысле термин folha seca (с порт. — «сухой лист»), имеющий в англоязычной среде синоним knuckleball, также означает удар носком, как правило, со штрафного, отличительной чертой которого является резкое падение мяча.
Физика «сухого листа» объясняется эффектом Магнуса.

## Появление «сухого листа»
Изначально этот термин означал удар, после которого мяч летит по сложной траектории и затем резко падает вниз, напоминая падение сухого листа. В Бразилии автором удара, который назвали «сухим листом» (порт. folha seca), по мнению журналиста Игоря Фесуненко, является Рубенс Салес, который исполнил его в матче Кубка Рока 1914 года против сборной Аргентины. Само название «сухой лист» появилось благодаря бразильцу Диди, который впервые исполнил этот удар в 1956 году и впоследствии часто забивал им голы.
В СССР этот термин стал популярным из-за Валерия Лобановского, который считался мастером исполнения этого удара и часто «сухим листом» забивал голы с угловых. Со временем в русскоязычной среде термин «сухой лист» стал всё чаще обозначать именно гол, забитый прямо с углового удара без касания мяча другими футболистами.

## Гол ударом с углового

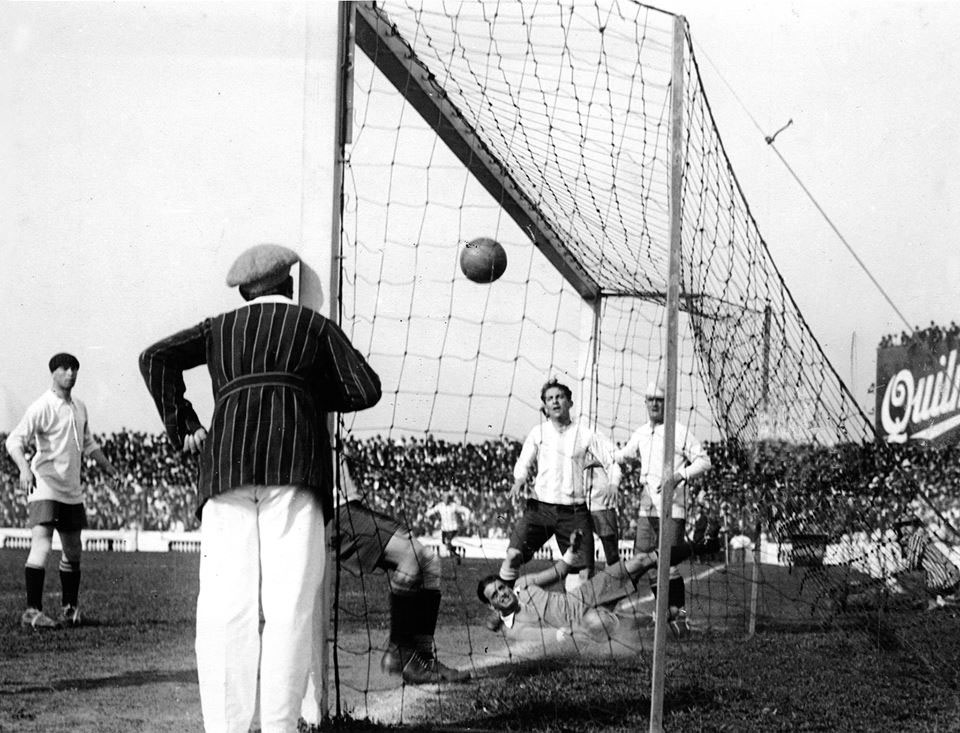
Первый гол ударом с углового был забит Сесарео Онсари в матче сборных Аргентины и Уругвая в 1924 году.

Изначально в футбольных правилах не говорилось о голе с углового удара, но в 1875 году он был запрещён, а 14 июня 1924 года Международный совет футбольных ассоциаций разрешил засчитывать гол после прямого удара с углового с сезона 1924/25. Первым голом с углового считается удар аргентинца Сесарео Онсари в товарищеском матче против сборной Уругвая на «Спортиво Барракас» 2 октября 1924 года. Так как уругвайцы несколько месяцев назад впервые стали олимпийскими чемпионами, гол Онсари в их ворота прозвали «олимпийским голом» (исп. gol olímpico), а впоследствии так в Латинской Америке стали называть любой гол, забитый ударом с углового.
В истории чемпионатов мира было два «сухих листа». Первый забил кубинец Хосе Магринья в ворота сборной Румынии в 1938 году, второй — колумбиец Маркос Коль в ворота Льва Яшина в матче группового турнира против сборной СССР в 1962 году.
Дважды голы с угловых забивали в финалах Кубка обладателей кубков: и если в 1969 году «сухой лист» Карлеса Решака в ворота братиславского «Слована» на исход игры не повлиял, то в 1964 году «сухой лист» Жуана Мораиша принёс «Спортингу» победу над МТК.
Рекордсменом по количеству «сухих листов» является, вероятно, турок Шюкрю Гюлесин, забивший 32 мяча ударами с угловых. «Сухие листы» также исполняли Роберто Карлос, Пьер Литтбарски, Джордж Бест, а также Деян Петкович, забивший девять голов с угловых лишь за время выступлений в Бразилии.